# Liste der irischen Meister im Schach
Die Liste der irischen Meister im Schach enthält die Sieger aller irischen Einzelmeisterschaften.

## Allgemeines
Vor der irischen Unabhängigkeit wurde der Titel insgesamt siebenmal vergeben, seitdem findet die Meisterschaft von wenigen Ausnahmen abgesehen (1923 sowie in den Jahren 1941 bis 1945 fiel das Turnier aus) jährlich statt. Rekordmeister sind John O’Hanlon und Stephen Brady, die den Titel je neunmal gewannen. 
Die Meisterschaft der Frauen wurde erstmals 1951 ausgetragen und fand bis 1956 jährlich statt. Weitere Austragungen folgten in den Jahren 1968 bis 1974, 1976, 1977, 1980 und 1982, seit 2012 wird der Wettbewerb wieder jährlich ausgespielt. Rekordmeisterinnen sind Hilda Chater und Dorren O’Siochru mit je fünf Titeln.

## Irische Meister vor der Unabhängigkeit
| Jahr | Ort       | Meister                          |
| ---- | --------- | -------------------------------- |
| 1865 | Dublin    | James Alexander Porterfield Rynd |
| 1886 | Belfast   | Richard Barnett                  |
| 1889 | Dublin    | G. D. Soffe                      |
| 1892 | Dublin    | James Alexander Porterfield Rynd |
| 1893 | Dublin    | James Alexander Porterfield Rynd |
| 1913 | Dublin    | John O’Hanlon                    |
| 1915 | Portadown | John O’Hanlon                    |

## Irische Meister seit 1922
| Jahr | Ort           | Meister                              |
| ---- | ------------- | ------------------------------------ |
| 1922 | Portadown     | Thomas George Cranston               |
| 1924 | Dublin        | Philip Baker                         |
| 1925 | Dublin        | John O’Hanlon                        |
| 1926 | Belfast       | John O’Hanlon                        |
| 1927 | Dublin        | Philip Baker                         |
| 1928 | Dublin        | Philip Baker                         |
| 1929 | Dublin        | Philip Baker                         |
| 1930 | Dublin        | John O’Hanlon                        |
| 1931 | Dublin        | Thomas George Cranston               |
| 1932 | Dublin        | John O’Hanlon                        |
| 1933 | Dublin, Cork  | James C. Creevey                     |
| 1934 | Dublin        | James C. Creevey                     |
| 1935 | Dublin        | John O’Hanlon                        |
| 1936 | Dublin        | John O’Hanlon                        |
| 1937 | Dublin        | Thomas Cox                           |
| 1938 | Belfast       | Thomas Cox                           |
| 1939 | Dublin        | Bartholomew O’Sullivan               |
| 1940 | Dublin        | John O’Hanlon                        |
| 1946 | Dublin        | Bartholomew O’Sullivan               |
| 1947 | Cork          | Patrick A. Duignan                   |
| 1948 | Dublin        | Donal J. O’Sullivan                  |
| 1949 | Galway        | Patrick Brendan Kennedy              |
| 1950 | Belfast       | Vincent Maher                        |
| 1951 | Cork          | Austin Bourke                        |
| 1952 | Dublin        | Michael Joseph Schuster              |
| 1953 | Galway        | Edmond Noel Mulcahy                  |
| 1954 | Belfast       | Terry Kelly                          |
| 1955 | Cork          | Vincent Maher                        |
| 1956 | Dublin        | Donal J. O’Sullivan                  |
| 1957 | Galway        | Donal J. O’Sullivan                  |
| 1958 | Belfast       | Wolfgang Heidenfeld                  |
| 1959 | Killarney     | Brian Reilly                         |
| 1960 | Dublin        | Brian Reilly                         |
| 1961 | Galway        | John Reid                            |
| 1962 | Derry         | John Reid, Michael Flannan Littleton |
| 1963 | Cork          | Wolfgang Heidenfeld                  |
| 1964 | Dublin        | Wolfgang Heidenfeld                  |
| 1965 | Galway        | Michael Flannan Littleton            |
| 1966 | Belfast       | John L. Moles                        |
| 1967 | Cork          | Wolfgang Heidenfeld                  |
| 1968 | Dublin        | Wolfgang Heidenfeld                  |
| 1969 | Dublin        | Nick Patterson                       |
| 1970 | Belfast       | Paul Henry                           |
| 1971 | Cork          | John L. Moles                        |
| 1972 | Dublin        | Wolfgang Heidenfeld                  |
| 1973 | Cork          | Hugh MacGrillen                      |
| 1974 | Dublin        | Anthony Doyle                        |
| 1975 | Dublin        | Eamon Keogh, Alan Ludgate            |
| 1976 | Coleraine     | Bernard Kernan                       |
| 1977 | Cork          | Ray Devenney, Alan Ludgate           |
| 1978 | Galway        | Alan Ludgate                         |
| 1979 | Dublin        | David Dunne, Eamon Keogh             |
| 1980 | Cork          | Paul Delaney                         |
| 1981 | Dublin        | David Dunne, Philip Short            |
| 1982 | Cork          | John Delaney                         |
| 1983 | Castlebar     | David Dunne                          |
| 1984 | Newcastle     | Eugene Curtin                        |
| 1985 | Dublin        | Eugene Curtin, Mark Orr              |
| 1986 | Dublin        | John Delaney, Philip Short           |
| 1987 | Derry         | John Delaney                         |
| 1988 | Dublin        | Philip Short                         |
| 1989 | Dublin        | Niall Carton                         |
| 1990 | Derry         | John Delaney                         |
| 1991 | Limerick      | Stephen Brady                        |
| 1992 | Dublin        | Stephen Brady                        |
| 1993 | Dublin        | Niall Carton                         |
| 1994 | Armagh        | Mark Orr                             |
| 1995 | Dublin        | Brian Kelly                          |
| 1996 | Dublin        | Richard O’Donovan                    |
| 1997 | Dublin        | Joseph Ryan                          |
| 1998 | Dublin        | Colm Daly                            |
| 1999 | Drogheda      | Colm Daly                            |
| 2000 | Castleconnell | Mark Heidenfeld                      |
| 2001 | Greystones    | Stephen Brady                        |
| 2002 | Greystones    | Sam Collins                          |
| 2003 | Greystones    | Stephen Brady                        |
| 2004 | Limerick      | Joseph Ryan                          |
| 2005 | Dublin        | Colm Daly                            |
| 2006 | Dublin        | Stephen Brady                        |
| 2007 | Dublin        | Brian Kelly, Stephen Brady           |
| 2008 | Dublin        | Alexander Baburin                    |
| 2009 | Dublin        | Colm Daly                            |
| 2010 | Dublin        | Alex Astaneh Lopez                   |
| 2011 | Dublin        | Stephen Brady                        |
| 2012 | Dublin        | Stephen Brady, Colm Daly             |
| 2013 | Limerick      | Colm Daly                            |
| 2014 | Dublin        | Sam Collins                          |
| 2015 | Dublin        | Stephen Brady, Philip Short          |
| 2016 | Dublin        | Stephen Jessel                       |
| 2017 | Ennis         | Philip Short, Alex Astaneh Lopez     |
| 2018 | Dublin        | Alex Astaneh Lopez                   |
| 2019 | Dublin        | Conor E. Murphy                      |
| 2021 | Dublin        | Mark Heidenfeld                      |
| 2022 | Dublin        | Tarun Kanyamarala                    |
| 2023 | Dublin        | Alexander Baburin                    |

## Irische Meisterinnen der Frauen
| Jahr | Ort         | Meisterin                            |
| ---- | ----------- | ------------------------------------ |
| 1951 |             | Hilda Chater                         |
| 1952 |             | Hilda Chater                         |
| 1953 | Galway      | Hilda Chater                         |
| 1954 | Dublin      | Hilda Chater                         |
| 1955 | Dublin      | Hilda Chater, Kay Doolan             |
| 1956 | Dublin      | E. M. Cassidy                        |
| 1968 | Dublin      | Dorren O’Siochru                     |
| 1969 | Dublin      | Catherine Byrne                      |
| 1970 | Dublin      | Elizabeth O’Shaughnessy              |
| 1971 | Cork        | Aileen Noonan, Cecile Meulien        |
| 1972 | Dublin      | Dorren O’Siochru                     |
| 1973 | Dublin      | Dorren O’Siochru                     |
| 1974 | Dublin      | Dorren O’Siochru                     |
| 1976 | Dublin      | Dorren O’Siochru                     |
| 1977 | Cork        | Ann Teresa Delaney                   |
| 1980 | Cork        | Suzanne Connolly, Ann Teresa Delaney |
| 1982 | Cork        | Edel Quinn                           |
| 2012 | Kilkenny    | Karina Kruk                          |
| 2013 | Limerick    | Diana Mirza                          |
| 2014 | Dublin      | Gearoidin Ui Laighleis               |
| 2015 | Dublin      | Monika Gedvilaite                    |
| 2016 | Dublin      | Monika Gedvilaite                    |
| 2017 | Dublin      | Ioana Miller                         |
| 2018 | Dublin      | Ioana Miller                         |
| 2021 | Port Laoise | Alice O’Gorman                       |
| 2022 | Ballyboden  | Trisha Kanyamarala                   |
| 2023 | Dublin      | Diana Maz                            |